# インフラストラクチャー・モード
インフラストラクチャー・モード(infrastructure mode)は、IEEE 802.11無線LANの動作モードのひとつで、それぞれの端末に設置された無線LANのアダプタが、ネットワークを統括する「アクセス・ポイント」を介して通信し、互いに直接通信しない形態のこと。また、アクセス・ポイント同士を有線LANで結んでネットワークを拡張可能。
このモードでは、CSMA/CA方式に加え、PCF(Point Coordination Function)を使ってアクセス・ポイントがアクセス管理を行う仕組みが取り入れられている。そのため、個々の端末が互いに衝突を調整するアドホック・モードと比較すると効率が良い。なお、ひとつのLANに複数のアクセス・ポイントが接続され、それぞれ異なる範囲をカバーしている場合には、端末機が移動すると通信相手のアクセス・ポイントが自動的に切り替えられる。これをローミングと言う。